# Kameroen op de Olympische Zomerspelen 1968
Kameroen nam deel aan de Olympische Zomerspelen 1968 in Mexico-Stad, Mexico. Bij deze tweede deelname werd de allereerste medaille gewonnen; zilver door de bokser Joseph Bessala.

## Medailleoverzicht
| Sport  | Olympiër       | Discipline | Medaille |
| ------ | -------------- | ---------- | -------- |
| Boksen | Joseph Bessala | -67kg (m)  | Zilver   |

## Deelnemers en resultaten
(m) = mannen, (v) = vrouwen 

### Atletiek
| Olympiër    | Discipline | Resultaat | Prestatie                |
| ----------- | ---------- | --------- | ------------------------ |
| Esau Adenji | 5000m (m)  | 31e       | serie 1: 12de in 15.46,2 |

### Boksen
| Olympiër       | Discipline  | Resultaat | Prestatie |
| -------------- | ----------- | --------- | --- |
| Inoua Bodia    | -60kg (m)   | 17e       | 1ste ronde: vrij 2de ronde: V van IRL Quinn: knock-out |
| Ernest Dong    | -63,5kg (m) | 32e       | 1ste ronde: V van ROU Vasile: knock-out |
| Joseph Bessala | -67kg (m)   | Zilver    | 1ste ronde: vrij 2de ronde: W van CHI González: 5-0 3de ronde: W van ZAM Luipa: scheidsrechterlijke beslissing kwartfinale: W van ROU Zilberman: scheidsrechterlijke beslissing halve finale: W van ARG Guilloti: 5-0 finale: V van GDR Wolke: 1-4 |
| Antoine Abang  | -75kg (m)   | 16e       | 1ste ronde: V van URS Kiselyov: 0-5 |

Afghanistan · Algerije · Amerikaanse Maagdeneilanden · Argentinië · Australië · Bahama's · Barbados · België · Bermuda · Birma · Bolivia · Bondsrepubliek Duitsland · Brazilië · Brits-Honduras · Bulgarije · Canada · Centraal-Afrikaanse Republiek · Ceylon · Chili · Colombia · Congo-Kinshasa · Costa Rica · Cuba · Denemarken · Dominicaanse Republiek · Duitse Democratische Republiek · Ecuador · El Salvador · Ethiopië · Fiji · Filipijnen · Finland · Frankrijk · Ghana · Griekenland · Groot-Brittannië · Guatemala · Guinee · Guyana · Honduras · Hongarije · Hongkong · Ierland · IJsland · India · Indonesië · Irak · Iran · Israël · Italië · Ivoorkust · Jamaica · Japan · Joegoslavië · Kameroen · Kenia · Koeweit · Libanon · Libië · Liechtenstein · Luxemburg · Madagaskar · Maleisië · Mali · Malta · Marokko · Mexico · Monaco · Mongolië · Nederland · Nederlandse Antillen · Nicaragua · Nieuw-Zeeland · Niger · Nigeria · Noorwegen · Oeganda · Oostenrijk · Pakistan · Panama · Paraguay · Peru · Polen · Portugal · Puerto Rico · Roemenië · San Marino · Senegal · Sierra Leone · Singapore · Soedan · Sovjet-Unie · Spanje · Suriname · Syrië · Taiwan · Tanzania · Thailand · Trinidad en Tobago · Tunesië · Turkije · Tsjaad · Tsjecho-Slowakije · Uruguay · Venezuela · Verenigde Arabische Republiek · Verenigde Staten · Vietnam · Zambia · Zuid-Korea · Zweden · Zwitserland